# Forsinge Station
Forsinge Station er en nedlagt dansk jernbanestation ved Forsinge i Nordvestsjælland.
55°38′38.66″N 11°13′41.24″Ø / 55.6440722°N 11.2281222°Ø